# Карман, Екатерина Петровна
Екатерина Петровна Карман (укр. Катерина Петрівна Карман, 9 марта 1922 год, село Шляховая — 4 декабря 2014) — колхозница, доярка колхоза имени XXII съезда КПСС Бершадского района Винницкой области, УССР. Герой Социалистического Труда (1966).

## Биография
Родилась 9 марта 1922 в крестьянской семье в селе Шляховая (сегодня — Бершадский район, Винницкая область). Трудилась в колхозе имени XXII съезда КПСС Бершадского района. Работала дояркой. За свою трудовую деятельность была награждена в 1962 году Орденом Почёта. В этом же году получила звание «Отличник соцсоревнования».
Каждый год наращивала надои с каждой коровы, начиная со 160 кг молока до 462 кг в 1966 году. Была удостоена в 1966 году звания Героя Социалистического Труда «за успехи в развитии животноводства в увеличении производства и заготовят мяса, молока, яиц, шерсти и другой продукции».
Неоднократно участвовала во всесоюзной выставке ВДНХ, где в мае 1958 года получила серебряную, в апреле 1966 года — бронзовую и в 1967 году — золотую медали.
В 1977 году вышла на пенсию. Проживает в селе Терновка Крыжопольского района.
В Крыжополе установлен бюст Екатерины Карман.

## Награды
- Герой Социалистического Труда — указом Президиума Верховного Совета СССР от 22 марта 1966 года.
- Орден Ленина
- Орден «Знак Почёта»
- Почётный животновод (1970)
- Медаль «В ознаменование 100-летия со дня рождения Владимира Ильича Ленина» (1970)